# Part-Time Love
Part-Time Love è un brano dell'artista britannico Elton John; il testo è di Gary Osborne.

## Struttura del brano
Proveniente dall'album del 1978 A Single Man (del quale è la sesta traccia) costituisce il pezzo d'apertura del lato B dell'LP. È come al solito presente il pianoforte della rockstar, ma viene messa in evidenza anche la chitarra di Davey Johnstone, carismatico membro della recentemente sciolta Elton John Band (e quindi ospite occasionale in questo album). Compaiono anche il percussionista Ray Cooper, Tim Renwick (chitarre), Steve Holly (batteria) e Clive Franks (basso). La melodia sembra essere stata influenzata dalla discomusic, di moda all'epoca. L'arrangiamento orchestrale è di Paul Buckmaster, mentre si fanno sentire ai cori Vicky Brown, Joanne Stone, Stevie Lange, Gary Osborne e Chris Thompson, oltre al già citato Davey Johnstone.
Part-Time Love, definita successivamente da Elton come la sua peggiore canzone mai scritta,  fu distribuita come singolo il 4 ottobre 1978 e raggiunse la quindicesima posizione nel Regno Unito e la ventunesima negli Stati Uniti. È stata eseguita live sporadicamente, negli anni 1978-79 (faceva parte della scaletta del famosissimo A Single Man tour). La B-side del singolo era il brano I Cry at Night, scritto insieme a Bernie Taupin. Curiosamente, Part-Time Love rappresenta uno dei pochi singoli di Elton dove egli collabora con due parolieri differenti nei due lati del disco.

## Significato del testo
A causa del testo di Osborne, in Unione Sovietica fu proibita la pubblicazione del singolo e la traccia fu omessa dall'album di provenienza. Gary parla infatti abbastanza chiaramente dell'adulterio.

## Formazione
- Elton John: voce, pianoforte
- Tim Renwick - chitarre
- Clive Franks - basso
- Steve Holly - batteria
- Ray Cooper - percussioni
- Vicky Brown - cori
- Joanne Stone - cori
- Stevie Lange - cori
- Gary Osborne - cori
- Chris Thompson - cori
- Davey Johnstone - cori, chitarra
- Paul Buckmaster - arrangiamento orchestrale

## Classifiche
| Classifica (1978)          | Posizione più alta |
| -------------------------- | ------------------ |
| Official Singles Chart     | 15                 |
| Irlanda                    | 11                 |
| Italia                     | 12                 |
| U.S. Billboard Pop Singles | 21                 |